# Lijst van rijksmonumenten in Moergestel
De plaats Moergestel telt 23 inschrijvingen in het rijksmonumentenregister. Hieronder een overzicht.
| Object                                                                                   | Oorspronkelijke functie?  | Bouwjaar                      | Architect | Locatie               | Coördinaten?                  | Nr.?   | Afbeelding              |
| ---------------------------------------------------------------------------------------- | ------------------------- | ----------------------------- | --------- | --------------------- | ----------------------------- | ------ | ----------------------- |
| Boerderij van het langgeveltype met dwars achter het woongedeelte gebouwde stal 18e eeuw | Boerderij                 | 18e eeuw                      |           | Donkhorst 3           | 51° 31' 5" NB, 5° 10' 44" OL  | 29939  | Meer afbeeldingen       |
| Dwarshuis onder pannen zadeldak tussen puntgevels met rollagen                           | Woonhuis                  | midden 19e eeuw               |           | St. Jansplein 3A      | 51° 32' 43" NB, 5° 11' 3" OL  | 29940  | Meer afbeeldingen       |
| Boerderij van het brabantse langgeveltype onder met riet en pannen gedekt wolfdak        | Boerderij                 | 17e of 18e eeuw               |           | Heuvelstraat 33       | 51° 31' 20" NB, 5° 9' 11" OL  | 29941  | Meer afbeeldingen       |
| Kasteel Nieuwenhof                                                                       | Kasteel, buitenplaats     | 1840 (bouw) 1880 (uitgebreid) |           | Kloosterdreef 4       | 51° 32' 54" NB, 5° 10' 53" OL | 29943  | Meer afbeeldingen       |
| Broothuys                                                                                | Woonhuis                  | 1673 (jaarsteen)              |           | Oirschotseweg 11      | 51° 32' 42" NB, 5° 11' 25" OL | 29944  | Meer afbeeldingen       |
| Huis met dwars zadeldak op hoge voor- en lager achtergevel tussen zijtopgevels           | Woonhuis                  | 1665 (jaartalankers)          |           | St. Jansplein 7       | 51° 32' 42" NB, 5° 11' 1" OL  | 29945  | Meer afbeeldingen       |
| Standerdmolen Moergestel                                                                 | Industrie- en poldermolen | onbekend / 1852               |           | Schoolstraat 65       | 51° 32' 16" NB, 5° 10' 49" OL | 29946  | Meer afbeeldingen       |
| Boerderij naast de plaats waar het kasteel Hoogenhuyzen gelegen heeft                    | Boerderij                 |                               |           | Oirschotseweg 10      | 51° 32' 39" NB, 5° 11' 33" OL | 29947  | Meer afbeeldingen       |
| Pastorie van de R.K. Kerk van St. Jan Onthoofding                                        | Woonhuis                  | derde kwart 19e eeuw          |           | Postelstraat 15       | 51° 32' 41" NB, 5° 11' 9" OL  | 29948  | Meer afbeeldingen       |
| Boerderij aan de Zandstraat 5                                                            | Woonhuis                  | vroeg 19e eeuw                |           | Zandstraat 5          | 51° 33' 11" NB, 5° 12' 46" OL | 29949  | Meer afbeeldingen       |
| Hoogenhuizen                                                                             | Woonhuis                  | 1898                          |           | Oirschotseweg 12      | 51° 32' 39" NB, 5° 11' 33" OL | 519961 | Hoogenhuizen            |
| Villa Hoogenhuizen: koetshuis                                                            | Bijgebouwen kastelen enz. | 1889                          |           | Oirschotseweg bij 12  | 51° 32' 39" NB, 5° 11' 36" OL | 519962 | Upload foto             |
| Villa Hoogenhuizen: hek                                                                  | Erfscheiding              | 1889                          |           | Oirschotseweg bij 12  | 51° 32' 39" NB, 5° 11' 36" OL | 519963 | Villa Hoogenhuizen: hek |
| Grafmonument                                                                             | Gedenkteken               | 1900                          |           | Bosstraat (bij)       | 51° 32' 38" NB, 5° 11' 11" OL | 519964 | Grafmonument            |
| Boerderij van het langgeveltype                                                          | Boerderij                 | ca. 1860                      |           | Hild 3                | 51° 32' 41" NB, 5° 11' 50" OL | 519966 | Meer afbeeldingen       |
| Sint-Janskerk                                                                            | Kerk en kerkonderdeel     | ca. 1500 (toren) 1931 (kerk)  | H.W. Valk | Kerkstraat 13         | 51° 32' 41" NB, 5° 10' 59" OL | 519970 | Meer afbeeldingen       |
| Mariakapel                                                                               | Kapel                     | 1939                          |           | Oisterwijkseweg (bij) | 51° 33' 32" NB, 5° 10' 32" OL | 519980 | Mariakapel              |
| Landhuis Zonnewende                                                                      | Woonhuis                  | 1922                          |           | Tilburgseweg 54       | 51° 32' 53" NB, 5° 9' 50" OL  | 519983 | Upload foto             |
| Grafmonument                                                                             | Gedenkteken               | 1882                          |           | Bosstraat             | 51° 32' 38" NB, 5° 11' 11" OL | 525712 | Grafmonument            |
| Langgevelboerderij                                                                       | Boerderij                 | 1850-1925                     |           | Heikant 8             | 51° 32' 40" NB, 5° 13' 13" OL | 526701 | Meer afbeeldingen       |
| Karschop                                                                                 | Boerderij                 | 18e/19e eeuw                  |           | Heikant bij 8         | 51° 32' 39" NB, 5° 13' 15" OL | 526874 | Upload foto             |
| Vrijstaande schuur met dwarsdeel                                                         | Boerderij                 | laatste helft 19e eeuw        |           | Heikant bij 8         | 51° 32' 39" NB, 5° 13' 15" OL | 526875 | Meer afbeeldingen       |
| Schaapskooi                                                                              | Boerderij                 | 1825-1925                     |           | Heikant bij 8         |                               | 530762 | Upload foto             |